# Cármen Lúcia Antunes Rocha
Cármen Lúcia Antunes Rocha   (Montes Claros, 19 d'abril de 1954) és una jurista, professora i magistrada brasilera, actual jutgessa del Tribunal Suprem Federal (STF) i del Tribunal Superior Electoral (TSE), havent estat presidenta de totes dues corts, i també del Consell Nacional de Justícia (CNJ) de 2016 a 2018. Des de 1983, és professora de dret constitucional a la PUC-MG, així com coordinadora del Nucli de Dret Constitucional.
Va ser fiscal de Minas Gerais de 1983 a 2006, exercint com a fiscal general d'aquell estat de 2001 a 2002. El 2006, va ser nomenada jutgessa del Tribunal Suprem Federal, convertint-se en la segona dona a ocupar aquest càrrec, després d'Ellen Gracie Northfleet. Va assumir la vicepresidència de la Cort el 2014, i la presidència el 2016. També va exercir com a ministra del Tribunal Superior Electoral del 2009 al 2013 en el seu primer mandat i, des del 2022, n'ha ocupat un segon mandat, havent presidit l'organisme del 2012 al 2013, esdevenint la primera dona en fer-ho.

## Biografia
Nascuda a Montes Claros, Minas Gerais, Cármen Lúcia Antunes Rocha és filla de Florival Rocha i Anésia Antunes, d'origen portuguès, en una família de set germans. Va ser internada en una escola conventual fins que va tenir l'edat suficient per fer la prova d'accés a la universitat. No es va casar mai i, segons una cosina, l'economista Silvana Antunes, sempre ha manifestat que preferia dedicar-se a la seva professió. Es va criar a Espinosa.
Es va llicenciar en Dret l'any 1977 a la Facultat de Dret de la Pontifícia Universitat Catòlica de Minas Gerais (PUC-MG), on es convertiria en professora el 1983. És especialista en dret mercantil per la Fundació Dom Cabral (1979) i màster en dret constitucional per la Universitat Federal de Minas Gerais (1982). Va estudiar el doctorat en Dret de l'Estat a la Universitat de São Paulo l'any 1983, sense acabar-lo.
Va ser fiscal de Minas Gerais de 1983 a 2006, exercint com a fiscal general d'aquell estat de 2001 a 2002, durant el mandat del llavors governador Itamar Franco. És membre efectiva de l'Institut d'Advocats Brasilers, i va ser directora de la revista d'aquesta institució, a més de ser membre de la Comissió d'Estudis Constitucionals del Consell Federal del Col·legi d'Advocats del Brasil (Ordem dos Advogados do Brasil) de 1994 a 2006.
Va ser la segona dona a incorporar-se a l'STF i la primera ministra que va portar pantalons llargs durant un ple, el 15 de març de 2007 (fins a l'any 2000, les dones no havien pogut optar per aquesta peça, però cap ho havia fet fins Rocha).
Va exercir com a presidenta en funcions de la República els dies 13 i 14 d'abril de 2018, havent estat la sisena presidenta de l'STF en assumir el lideratge del Poder Executiu, així com la segona dona en presidir el Brasil. Aquells dies va signar un decret que establia el 2 d'abril com el Dia Nacional de Conscienciació sobre l'Autisme. Va tornar a prendre possessió com a President en funcions de la República quatre vegades més el 2018: el 18 de juny, el 17 i el 18 de juliol, del 23 al 28 de juliol, i el 15 d'agost.

## Suprem Tribunal Federal

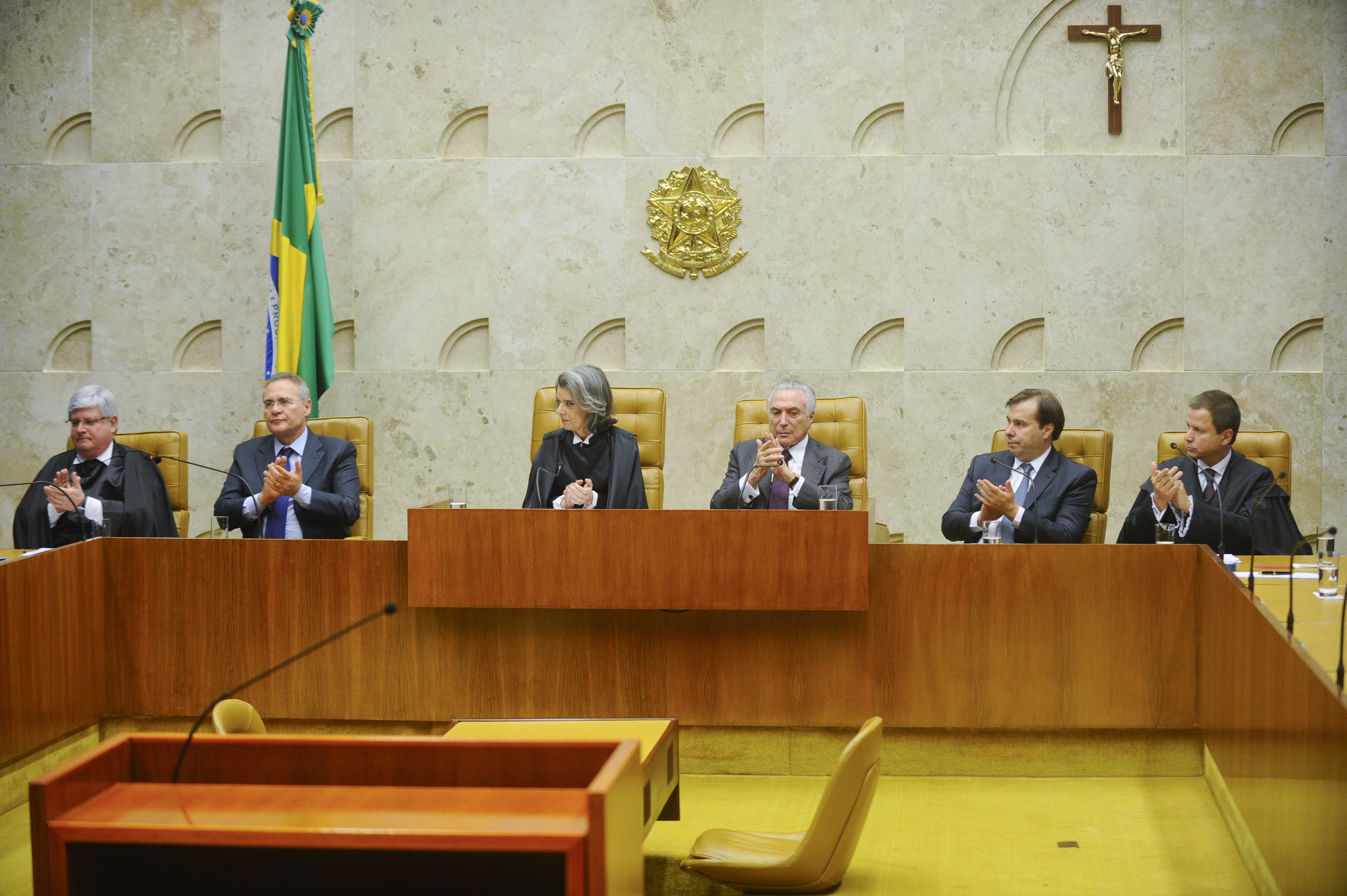
Cerimònia de presa de possessió de Cármen Lúcia com a presidenta del Suprem Tribunal Federal, l'agost de 2016.

Cármen Lúcia va ser nomenada pel llavors president Luiz Inácio Lula da Silva per al càrrec de jugessa del Tribunal Suprem Federal (STF), en substitució del ministre Nelson Jobim, que s'havia retirat el 26 de maig de 2006. Té vincles familiars llunyans amb José Paulo Sepúlveda Pertence, que també va ser ministre de la STF i fou qui va recomanar el nom de Cármen Lúcia al president Lula da Silva per cobrir una vacant a la cort.
La seva nominació va ser aprovada el 24 de maig de 2006 pel Senat per 55 vots a favor i 1 en contra. Cármen Lúcia va jurar el 21 de juny de 2006, convertint-se en la segona dona designada per ser jutgessa del Tribunal Suprem federal.
El 30 de novembre de 2016 va ser difosa una nota oficial lamentant que s'incloguessin en el projecte anticorrupció aprovat per la Cambra un seguit de mesures presents en el projecte original de la Fiscalia que, segons Rocha, podrien afectar la independència del Poder Judicial.

### Decisions judicials

#### Escàndol delMensalão

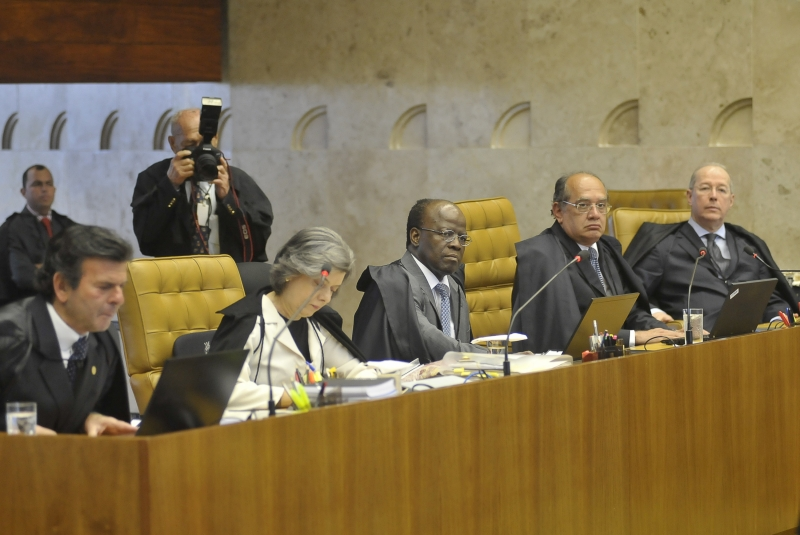
Els ministres de STF, Cármen Lúcia, Joaquim Barbosa i Gilmar Mendes durant el judici del Mensalão el 2012.

L'octubre de 2012 va votar a favor de l'absolució de 13 acusats de participar en una organització criminal, implicada en l'escàndol de les mensualitats.

#### Natan Donadon
El juny de 2013, Rocha va emetre una ordre de detenció contra el diputat federal Natan Donadon (PMDB), condemnat a 13 anys, 4 mesos i 10 dies, pels delictes d'organització criminal i malversació. La jutgessa va ser la ponent del procés. Amb la decisió de l'STF, el congressista Donadon va ser condemnat no només a presó sinó també a la pèrdua de drets polítics.

#### Delcídio do Amaral
El novembre de 2015, Cármen Lúcia va votar a favor de la detenció de l'aleshores senador Delcídio do Amaral, llavors líder del govern de l'expresidenta Dilma Rousseff al Senat. Va ser la primera vegada en la història que un senador en exercici era detingut al Brasil, i la lectura del vot de la jutgessa va marcar el record d'aquests fets.

#### Segona instància
El febrer de 2016, la jutgessa Antunes Rocha va votar a favor de la pena de presó per als condemnats en segona instància. El projecte de llei també va ser defensat per l' Associació de Jutges Federals del Brasil, per l'Associació Nacional de Fiscals de la República, per l'Associació de Magistrats del Brasil, per la Fiscalia General de la República, pel jutge federal Sergio Moro i per part dels fiscals de l'Operació Lava Jato, com una decisió important contra la impunitat.

#### Censura a les biografies
El juny de 2015, va posicionar-se en defensa de la llibertat d'expressió i el dret a la informació en els casos de censura contra les biografies. La jutgessa va dir que la publicació no requeria d'autorització prèvia, i assegurava que qualsevol dany causat a la imatge dels biografiats era susceptible d'indemnització per part de l'escriptor.

## Tribunal Superior Electoral
Va ser investida com a jutgessa titular del Tribunal Superior Electoral (TSE) el 19 de novembre de 2009, davant la renúncia de Joaquim Barbosa. El 6 de març de 2012 va ser nomenada presidenta del TSE, succeint al ministre Ricardo Lewandowski. Va prendre possessió el 18 d'abril, esdevenint la primera dona en presidir el tribunal. Va deixar el càrrec el 2013, donant pas al ministre Marco Aurélio Mello.

## Homenatges

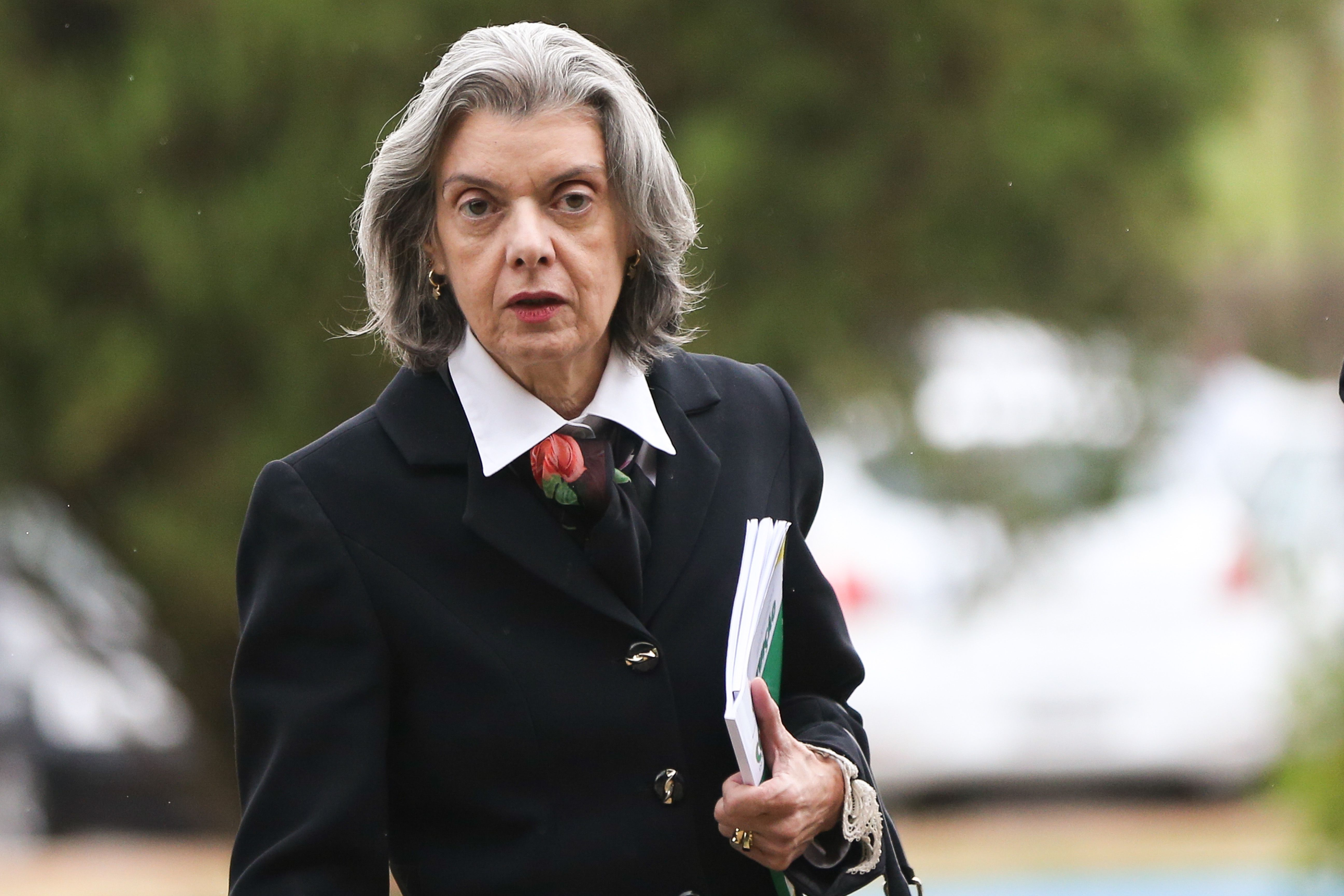
Cármen Lúcia el 2016.

Va rebre el Diploma Bertha Lutz per la seva defensa dels drets civils de les dones, premi concedit pel Senat Federal, en la seva edició de 2015.
El 2015, en la tretzena edició del Premi Faz Diferença del diari O Globo, va ser escollida "Personalitat de l'any".
El 3 d'octubre de 2016 va rebre la Medalla d'Honor de la Universitat Federal de Minas Gerais en un acte presidit pel rector Jaime Arturo Ramírez.

## Obra publicada
- O serviço público de saúde no direito brasileiro. Número 7 da Série Desenvolvimento de serviços de saúde. Editor Organização Pan-americana de Saúde, Oficina Regional Brasília, 85 pp. 1998.
- O Princípio Constitucional da Igualdade, publicat per l'Editora Lê 1990.[50]
- Constituição e Constitucionalidade, publicat per l'Editora Lê 1991.
- Princípios Constitucionais da Administração Pública, publicat per l'Editora Del Rey 1994.
- Estudo sobre Concessão e Permissão do Serviço Público no Brasil, publicat per l'Editora Saraiva 1996.[51]
- República e Federação no Brasil, publicat per l'Editora Del Rey 1997.[52]
- Princípios constitucionais dos servidores públicos, publicat per l'Editora Saraiva 2000.[53]
- Direito de/para Todos, publicat per l'Editora Fórum 2004.[54]